# ポートロイヤル (ゲーム)
『ポートロイヤル』(Port Royale)は、大航海時代のカリブ海（ポート・ロイヤル）を舞台にして、Ascaron Entertainment(ドイツ)が開発したWindows向けシミュレーションゲームのシリーズである。

## 概要
以下の5作が発売されている。『ポートロイヤル-カリブ大航海記-』についてはソースネクストから廉価版も発売されている。同シリーズにおいて発売元のカプコンは、『カリブ大航海記』の2タイトルを「大航海シミュレーション」という位置付けとしており「交易」の要素が強い。しかし、『カリブ海戦記』については「海戦シミュレーション」という位置付けとしており「海戦」の要素が強い。
| 発売日         | タイトル                        | 対応機種         | その他                                 |
| -------------- | ------------------------------- | ---------------- | -------------------------------------- |
| 2003年6月20日  | ポートロイヤル-カリブ大航海記-  | PC               | 販売元：カプコン                       |
| 2004年11月26日 | ポートロイヤル2-カリブ大航海記- | PC               | 販売元：カプコン                       |
| 2004年4月16日  | ポートロイヤル-カリブ海戦記-    | PC               | 販売元：カプコン                       |
| 2012年7月27日  | ポートロイヤル 3                | PC               | 販売元：ズー、発売元：イーフロンティア |
| 2021年9月2日   | ポートロイヤル 4                | PC・PS5・PS4・NS | 販売元：カリプソメディアジャパン       |